# Banque Pasche
Pour les articles homonymes, voir Pasche.
La Banque Pasche, fondée à Genève en 1885, était une institution financière suisse spécialisée dans la gestion de fortunes privées.
En mai 2016, la banque a été achetée par la Banque Havilland, basée au Luxembourg ; la Banque Pasche était alors dirigée par Martin Sztremer.
À la suite de ce rachat, la banque Pasche prend le nom de Banque Havilland (Suisse) S.A.,.

## Histoire

Ancien logo.

L’ancêtre de la Banque Pasche est la charge d’agents de change Girard, Roux & Cie, qui a été fondée à Genève en 1885. Elle devient ensuite la Banque Girard, avant de prendre le nom de Pasche & Cie, en 1935. Cet établissement spécialisé dans la gestion de patrimoine et le commerce de titre prendra son nom définitif de Banque Pasche & Cie en 1948.
En 1962, le groupe français la Lyonnaise de Banque (intégrée plus tard au groupe bancaire CIC) entre au capital de la Banque Pasche, afin de développer les activités internationales de la banque, la gestion internationale des capitaux et les métiers de banque d’affaires. La Lyonnaise de Banque, appartenant à l’État, acquiert 100 % du capital de la Banque Pasche en avril 1996.
Deux ans plus tard, en avril 1998, le CIC est privatisé, et est racheté par le Crédit mutuel. La Banque Pasche a possédé des bureaux à Genève, à Monaco, au Liechtenstein, et aux Bahamas.

## Stratégie
Afin de concentrer son activité sur son cœur de métier, la gestion de fortunes (« private banking » et « family office »), la Banque Pasche se sépare en 2013 et 2014 de plusieurs succursales et bureaux à l’international.
Après avoir attisé l'intérêt de plusieurs institutions financières, la Banque Pasche vend finalement au groupe Havilland ses filiales du Liechtenstein (septembre 2014) , de Monaco (novembre 2013) et des Bahamas (novembre 2014) . En septembre 2015, la banque Pasche a été cédée par le Crédit mutuel à la banque Havilland.

## Affaires

### Banque Pasche et évasion fiscale
En septembre 2015, la succursale de la Banque Pasche de Monaco est soupçonnée dans un reportage télévisé d'avoir organisé un vaste système d'évasion fiscale via ses filiales suisse et monégasque. Selon ce documentaire dont la diffusion aurait d'abord été bloquée par le PDG de Canal Plus et Vivendi, Vincent Bolloré, information démentie[réf. nécessaire] par ce dernier devant les sénateurs, et finalement diffusée sur France 3, une douzaine d'évadés fiscaux français ont été identifiés par la justice, pour un montant évalué à une quinzaine de millions d'euros,,.
Cette filiale monégasque a fait l'objet de soupçons de blanchiment d'argent après avoir été dénoncée par trois anciens salariés de l'établissement. Cette succursale de la banque Pasche à Monaco a été cédée en novembre 2013 à la Banque Havilland, avant celle du Liechtenstein (septembre 2014), des Bahamas (novembre 2014), puis l'ensemble de la banque Pasche en septembre 2015,.